# Klébi Nori
Klébi Maria Nori (São Paulo, 19 de março de 1961) é uma cantora, compositora e escritora brasileira.
É filha do ex-futebolista Clóvis Nori.

## Discografia
- Klébi — Dabliú, 1995
- Ilusão das pedras — Velas, 1997
- Escolhas — Velas, 1999
- Inverno do seu jardim — DNZ, 2005
- Daqui - DNZ, 2007
- DVD - DNZ, 2010
- Sambarás - Dabliú, 2015

## Livro
- Os Castanhos (contos). Ed. Maltese, 1994.